# コナカ

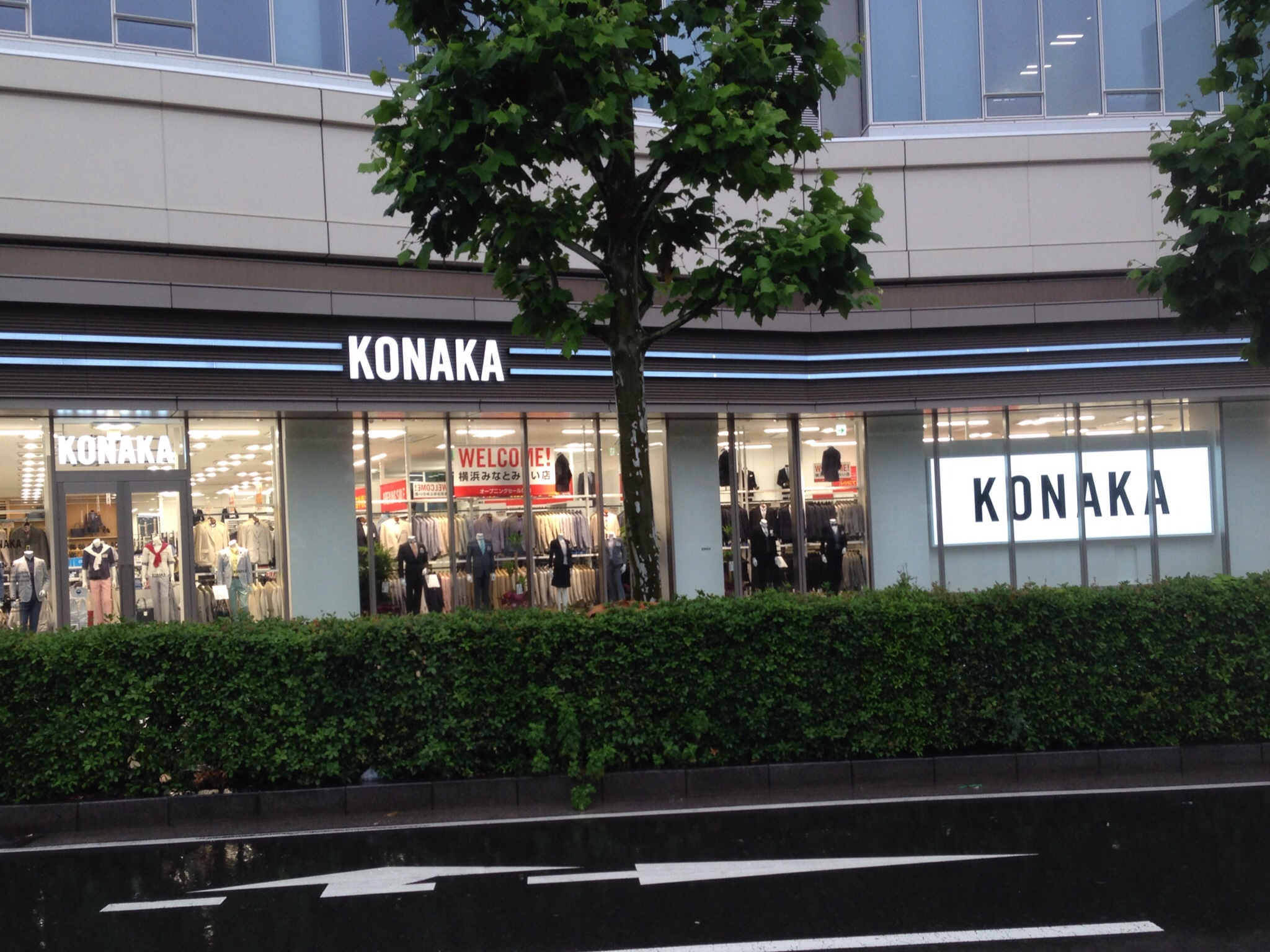
紳士服コナカ 横浜みなとみらい店
横浜アイマークプレイス内

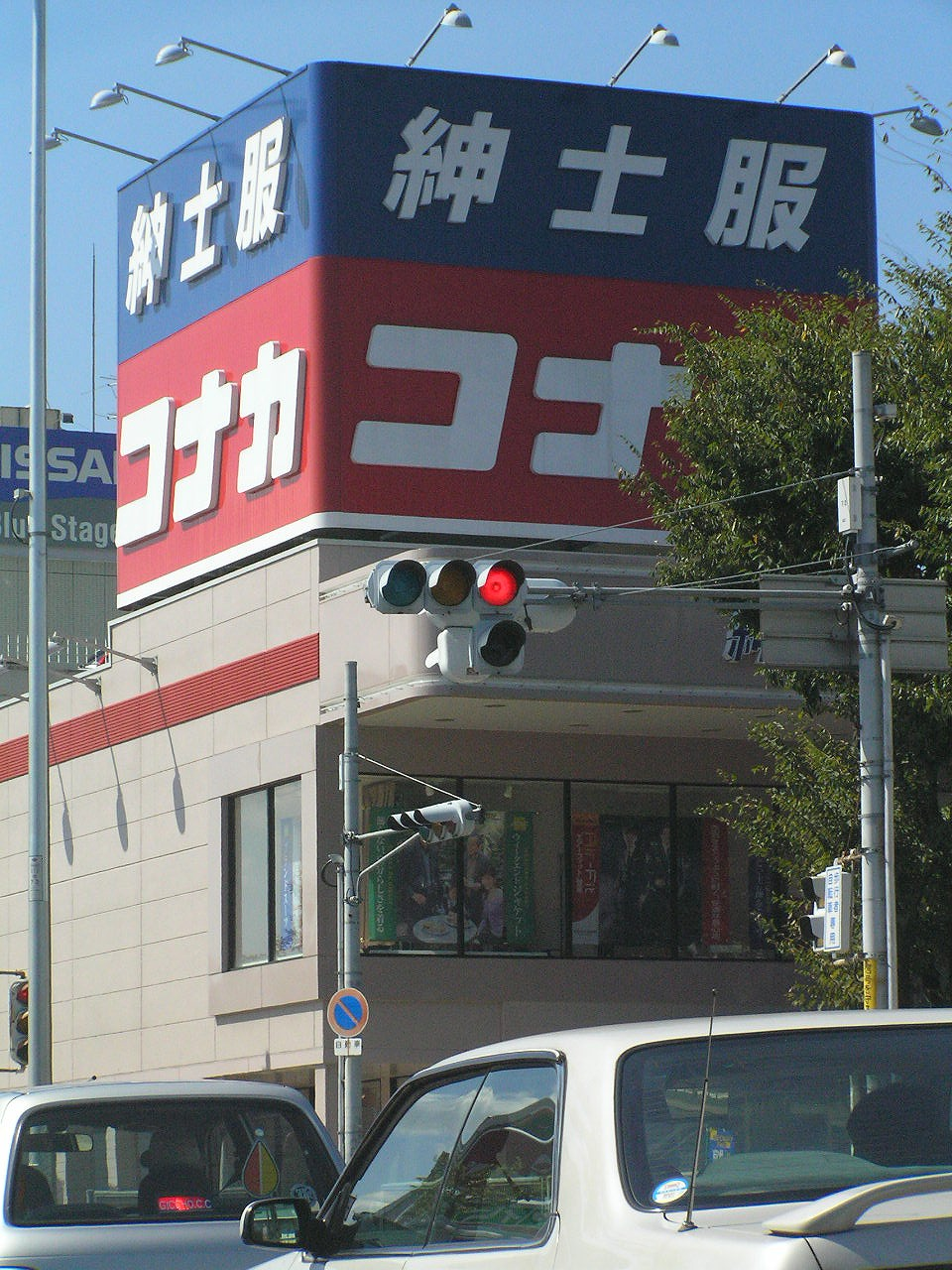
紳士服コナカの店舗看板

株式会社コナカ（英: KONAKA CO.,LTD.）は、紳士服量販店「紳士服コナカ」などを展開する日本の企業である。

## 概要
2023年現在では青森県から静岡県までの東日本エリアのみに出店している。かつては大阪府や兵庫県などの関西地方や愛知県などの中京地方にも数店程度出店していたが、2020年以降は全て閉店している。
同業他社が仙台初売りの伝統を尊重し「元日通常営業・2日初売り」とするのに対し、コナカでは仙台市内の店舗であっても「元日初売り」を行う。

## 沿革
- 1952年（昭和27年）9月 - 湖中久次が兵庫県神戸市生田区（現在の中央区）にて個人営業として創業。
- 1954年（昭和29年）1月 - 神戸百貨株式会社を設立。
- 1960年（昭和35年）8月 - 系列の一文字屋と合併して、日本テーラー株式会社となる。
- 1973年（昭和48年）11月28日 - 資本金1,000万円で株式会社新紳を設立[1]。
- 1978年（昭和53年）9月 - 郊外型店舗1号店を東京都町田市南町田に出店（東名横浜インター店）。
- 1984年（昭和59年）
  - 2月 - 日本テーラー株式会社が、コナカ株式会社に商号変更。
  - 5月 - 株式会社新紳が、株式会社コナカに商号変更[1]。
- 1988年（昭和63年）9月 - オリジナルブランド「ドナートヴィンチ」を開発。翌年9月より販売開始。
- 1989年（平成元年）
  - 4月 - カジュアル専門店1号店として千葉県市川市に南行徳店を開店。
  - 10月 - POSシステム稼動、全店にPOSレジ設置。
- 1991年（平成3年）
  - 2月 - 本社を神奈川県横浜市戸塚区へ移転。
  - 3月 - 東戸塚総本店を開店。
  - 10月 - 株式会社コナカを存続会社として、コナカ株式会社、株式会社紳士服コナカ、コナカ商事株式会社の4社が合併。店舗数186店舗となる。
- 1992年（平成4年）12月 - 横浜市戸塚区に物流センターが竣工。
- 1994年（平成6年）6月 - カジュアル専門店の屋号を「カジュアルハウスバルボ」へ変更。
- 1996年（平成8年）3月 - 店頭売買銘柄として登録し株式公開。
- 1997年（平成9年）
  - 7月 - 東京証券取引所第2部に上場[1]。
  - 10月 - 全店に顧客管理システムを導入。
- 1998年（平成10年）
  - 5月 - コナカエンタープライズ株式会社を設立。フランチャイズ契約により、ベーカリーレストラン「サンマルク」を経営。
  - 7月 - ロンドンデザイナーズブランド「ジョンピアース」を開発し、同年10月より独占販売開始。
- 1999年（平成11年）12月 - 宮城県仙台市に紳士服のコナカ、カジュアルハウスバルボ、レストランサンマルクの複合店「コナカワールド仙台西多賀店」を開店。
- 2000年（平成12年）3月 - 東京証券取引所第1部銘柄に指定[1]。
- 2001年（平成13年）4月 - ツープライスショップ「スーツセレクト21」を横浜市に開店。
- 2002年（平成14年）9月 - ザ・ウールマークカンパニーとの共同開発で「夢の防シワスーツ」を発売。
- 2003年（平成15年）
  - 1月 - 株式会社フタタと業務資本提携。
  - 6月 - インターネット通販を開始。
- 2005年（平成17年）7月 - 株式会社フタタが自己株式を処分し、その株式を取得して22.06%となり、持分法適用会社とする。
- 2006年（平成18年）
  - 6月 - カスタムオーダーショップ「スマートクロージングO・S・V」を、東京都千代田区神田に開店。
  - 10月 - ザ・ウールマークカンパニーとの共同開発で「エアーフィットスーツ」を発売。
  - 12月 - 株式交換により株式会社フタタと経営統合、完全子会社とする。
- 2007年（平成19年）
  - 6月 - JR東日本の電子マネーSuicaと提携、首都圏50店舗に導入する。
  - 10月 - クリエイティブディレクターに佐藤可士和を起用し「SUIT SELECT」をブランドリニューアル。
  - 11月 - CMキャンペーンキャラクターに堀北真希を起用。
  - 11月 - 株式会社フィットハウスと業務資本提携を発表。
  - 12月 - 世界初、ニオイや汚れを簡単に洗い流せる「シャワークリーンスーツ」の発売を発表
- 2008年（平成20年）9月 - 新橋駅前にKONAKA THE FLAGをオープンする。
- 2012年（平成24年）
  - 2月 - タイ・バンコクに国外進出1号店「SUIT SELECT CENTRAL WORLD」をオープン。
  - 3月 - 下請会社に支払う代金を不当に減額したとして、中小企業庁が公正取引委員会に対し、同社を下請法違反で勧告するよう請求[5]。
- 2016年（平成28年）10月 - 佐藤可士和トータルプロデュースによる、新形態のオーダーメイドスーツショップ「DIFFERENCE」1号店を東京都港区青山にオープン[6]。
- 2020年（令和2年）1月 - 株式会社フタタを吸収合併。
- 2023年（令和5年）10月 - 東京証券取引所スタンダード市場へ市場変更。
- 2024年（令和6年）7月1日 - 株式交換により、株式会社サマンサタバサジャパンリミテッドを完全子会化化[7]。

## 展開店舗及びグループ会社
- 株式会社コナカ
  - 紳士服コナカ
  - SUIT SELECT（スーツセレクト）
  - DIFFERENCE
  - メンズ&レディスFUTATA
  - FUTATA THE FLAG
    - メンズ&レディスFUTATA、FUTATA THE FLAG、九州地区のSUIT SELECTおよびDIFFERENCEは、旧株式会社フタタの事業。
- 株式会社サマンサタバサジャパンリミテッド
  - サマンサタバサ
  - FIT HOUSE
- コナカエンタープライズ株式会社 - 外食産業の店舗運営を行う完全子会社。
  - ベーカリーレストラン サンマルク（FC店舗）
  - 大衆食堂半田屋
  - スペースクリエイト 自遊空間 - 複合カフェ（マンガ喫茶・ネットカフェ）。2005年9月より店舗の遊休スペース活用目的で参入。
- 株式会社アイステッチ

### かつて展開していた店舗
- KONAKA THE FLAG
- スマートクロージングO・S・V

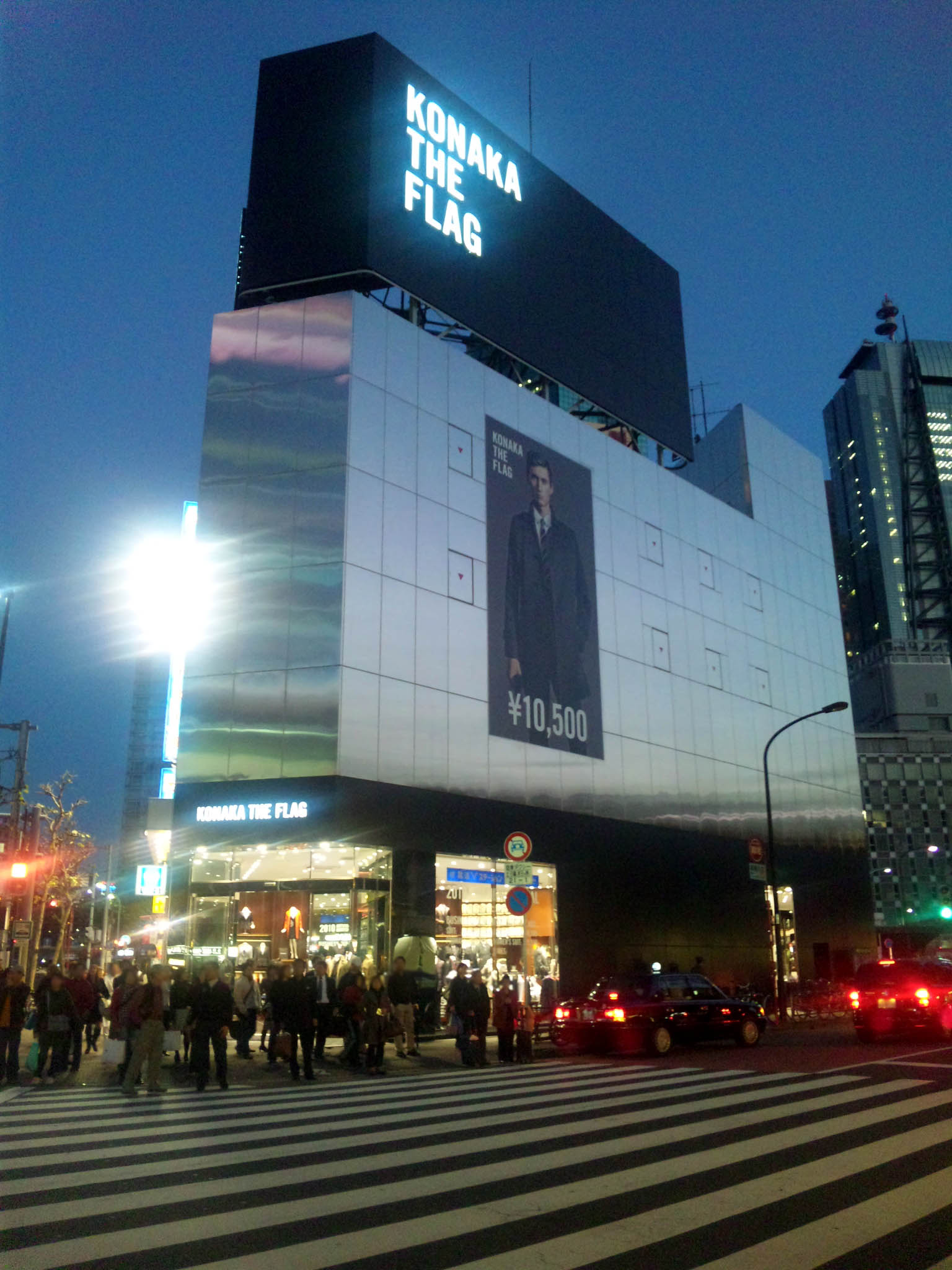
KONAKA THE FLAG 新橋駅前にあった同社の旗艦店

## 労使関係

### 残業代未払いに対する報道
2007年9月5日付の日本経済新聞は、コナカが330人の店長全員を管理監督者から外すと同時に、複数の店を統括する「エリアマネージャー」職を新設することを報じた。同社は店員の約4割が店長となっていたが、330名の店長全員を管理監督者として扱うには疑義がある（名ばかり管理職）として、同年6月に横浜西労働基準監督署から是正指導を受けていた。これを受け、同社は2005年2月から約2年間で従業員約720人に支払うべき未払い残業代など約9億円を2007年5月に支払うなど労務環境の改善を講じた。
この問題について、翌2008年1月に同社の元店長が、未払いとなっていた残業代約690万円の支払いを求めて横浜地方裁判所に申し立てを行った。また、2008年3月12日付のNHK総合テレビジョン『ニュースウオッチ9』、2008年4月14日夜のNHKニュースおよび、4月15日付の読売新聞、毎日新聞、産経新聞、日本経済新聞の各朝刊は、現役店長2人が同様に過去2年分の未払いの残業代約1,280万円の支払いを求めて申し立てを行ったと報じた。これに対し同社は、2007年9月以前の当該店長は管理監督者であったと主張した。